# Skorvtjärnen (Nederkalix socken, Norrbotten)
Skorvtjärnen är en sjö i Kalix kommun i Norrbotten och ingår i Kalixälvens huvudavrinningsområde.